# 全個世界都有電話
《全個世界都有電話》是一部由黃浩然導演的香港喜劇电影，由周國賢、陳湛文、韋羅莎主演。

## 劇情
三位中學好友鍾哲、Raymond、Ana在1997年的暑假，一起購買了人生第一部手機。在Raymond移民英國前，每個人將自己對未來的憧憬，透過短訊互傳給對方收藏，並約定25年後吃飯敘舊，揭曉當初傳給對方的訊息。
2022年，Raymond準備再次移民前，約了鍾哲和Ana午餐餞別。可是，就在約定的當天，住在長洲的鍾哲因趕着出門，把電話遺留在家中。他忘記了餐廳的確實地點，到了觀塘後只好四出借電話，但被很多人拒絕，拜託妻子幫忙聯絡他的初戀情人Ana。Raymond的WhatsApp被駭客入侵，無法登入，對話記錄也被盜取。Ana在等待期間，收到了騙徒的訊息。
三人在25年後終於聚首一堂，但卻各自因為智能手機，而經歷了不平凡的一天，最後更為自己的人生找到了新意義。

## 演員
| 演員        | 角色                   | 備註                       |
| 周國賢      | 鍾哲                   | 設計師                     |
| 陳湛文      | Raymond So             | 地產分區經理               |
| 韋羅莎      | Ana                    | 鍾哲之初戀情人             |
| 周漢寧      | 阿寧                   | Ana之繼子 駭客             |
| 鄧麗英      | Yanki                  | Raymond之女兒 網上賣相少女 |
| 蔡思        | Ivy Cheng              | 鍾哲之妻子                 |
| 楊偉倫      | 電話維修員             | 客串                       |
| 鄧偉傑      | K.C.                   | 客串 Ana之丈夫             |
| 阿正        | Ivy同事                | 客串                       |
| 區嘉雯      | 賣白蘭花的婆婆、保安員 | 客串                       |
| 東方昇      | 保安員                 | 客串                       |
| 專家Dickson | 想像中的毒男           | 客串                       |
| 岑樂怡      | 秘書                   | 客串、分飾三角             |
| 岑樂怡      | 電話店店員             | 客串、分飾三角             |
| 岑樂怡      | 餐廳店員               | 客串、分飾三角             |
| 冼康正      | 保安主管               | 客串                       |
| 李穎琛      | Gina                   | 客串 K.C.之情人            |
| 邵仲衡      | 網上騙徒               | 客串                       |
| 光頭幫      | 網上騙徒               | 客串                       |
| 黃修平      | 日本廚師               | 客串                       |
| 趙伊禕      | Raymond之前妻          | 客串                       |
| 程展緯      | 清潔工                 | 客串                       |
| 盧芷韻      | 店員                   | 客串                       |
| 陳祖兒      | 店員                   | 客串                       |
| 曾芷瑩      | 幻想中的女學生         | 客串                       |
| 岑珈其      | 藍同學                 | 客串                       |

## 電影歌曲
| 曲序 | 曲目                     |         | 作曲              | 编曲         | 製作人                  | 主唱         |
| ---- | ------------------------ | ------- | ----------------- | ------------ | ----------------------- | ------------ |
| 1.   | 25（主題曲）             | 黃浩然  | 秦旭章            | 秦旭章、川流 | 秦旭章                  | 周國賢       |
| 2.   | No Turning Back（插曲）  | Keo Liu | 羅孝勇、Keo Liu   | Harbor Homme | Harbor Homme            | 羅孝勇       |
| 3.   | 網騙（插曲）             | 黃浩然  | Harbor Homme      | Harbor Homme | Nick Wong、Harbor Homme | 周漢寧、麗英 |
| 4.   | I Don't Need You（插曲） | 羅孝勇  | 羅孝勇、Egan Chan | Harbor Homme | Harbor Homme            | 羅孝勇       |
| 5.   | QUEST?ONS（插曲）        | 張進翹  | 張進翹            | 張進翹、Hanz | 張進翹、Hanz            | 張進翹       |
| 6.   | Gilberto（插曲）         | 顏培珊  | 顏培珊            | Ted Lo       | Ted Lo、顏培珊          | 顏培珊       |
| 7.   | Just a...（插曲）        | 盧芷韻  | 盧芷韻            | Wavytrbl     | Kawai、Onni             | 盧芷韻       |
| 8.   | iLover（插曲）           | 黃浩然  | 盧芷韻            | MoonBus      | Kawai、Onni             | 盧芷韻       |
| 9.   | 返屋企（插曲）           | LMF     | LMF               | 雞蛋蒸肉餅   | 雞蛋蒸肉餅              | 雞蛋蒸肉餅   |

## 發行
本片在2023年4月29日在烏甸遠東電影節舉行世界首映。並入選第25屆台北電影節。
本片在2023年5月6日在Youtube上推出前導預告。6月22日舉辦試映會，同時於九龍灣國際展貿中心舉行音樂會，表演單位包括周國賢、張進翹、Harbor Homme、顏培珊、雞蛋蒸肉餅、盧芷韻、周漢寧、麗英、溫室雜草、靈魂沙發、守夜人。8月17日於香港、澳門公開放映。

## 外部連結
- 香港影庫上《全個世界都有電話》的資料（繁體中文）
- 豆瓣电影上《全個世界都有電話》的資料 （简体中文）
- 互联网电影数据库（IMDb）上《全個世界都有電話》的资料（英文）